# Paulo Bellinati
Paulo Bellinati (São Paulo, 22 de setembro de 1950) é violonista, guitarrista, compositor e arranjador brasileiro.

## Biografia
Iniciou seus estudos de violão com o pai na infância. Teve aulas de violão erudito com Isaías Sávio e formou-se no Conservatório Dramático e Musical de São Paulo. Morou de 1975 a 1980 na Suíça, onde prosseguiu seus estudos no Conservatório de Genebra e lecionou no Conservatório de Lausanne.
Em sua discografia, além de discos com o grupo Pau Brasil, do qual fez parte da formação original e também da atual, estão os álbuns “Garoto” (1986, Discos Marcus Pereira); “Violões do Brasil” (1990, Crescente); “The Guitar Works of Garoto” (1991, GSP); “Serenata - Choros & Waltzes of Brazil”  (1993, GSP); “Afro-Sambas”, com a cantora Mônica Salmaso (1996, Pau Brasil); "Lira Brasileira" (1997, GSP) e o DVD “Paulo Bellinati Plays Antonio Carlos Jobim” (2002, Mel Bay).
Com Cristina Azuma, gravou o CD "Pingue-pongue" (2011, Delira Música) e com Marco Pereira, o CD "Xodós" (2018, Borandá).
Como arranjador, trabalhou com Leila Pinheiro, Edu Lobo, Vânia Bastos e Gal Costa. Como compositor, foi premiado em 1988 no Carrefour Mondiale de la Guitare, por sua música “Jongo”, gravada por Cristina Azuma. A composição é a mais conhecida do violonista, com várias gravações, incluindo a do renomado violonista John Williams.
Como professor lecionou guitarra no Festival de Inverno de Campos de Jordão, apresentando-se no auditório Camargo Guarnieri, entre seus alunos o músico Denner Datti.